# Kopt pápa
A pápa (kopt: Ⲡⲁⲡⲁ, átírva: Papa; arab: البابا, átírva: al-Bābā, jelentése: „atya”), más néven Alexandria püspöke vagy Alexandria pátriárkája, a kopt ortodox egyház vezetője, amelynek ősi keresztény gyökerei Egyiptomba nyúlnak vissza. Alexandria pátriárkájának elsőbbsége abból ered, hogy Szent Márk utódja, akit Szent Péter szentelt fel, amit a niceai zsinat is megerősített. Ez a zsinat által elismert három "Péteri Szék" egyike, Antiochia pátriárkájával és Róma pátriárkájával együtt. A jelenlegi hivatalban lévő pápa II. Teodor, akit 2012. november 18-án választottak meg a 118. kopt pápának. 
Az egyház hagyományai szerint a pápa az alexandriai kopt ortodox pátriárkátus Szent Szinódusának elnöke és vezetője. A Szent Szinódus az alexandriai egyház legfelsőbb karhatalma, amely világszerte 12-18 millió hívőt számlál, akik közül 10-14 millióan Egyiptomban élnek. A pápa egyben az egyház Általános Gyülekezeti Tanácsának elnöke is.
Bár történelmileg Alexandria városához kötődik, a kopt ortodox pápa rezidenciája és székhelye 1047 óta Kairóban található. A pápa jelenlegi székhelye a Szent Márk-székesegyház, amely egy olyan komplexumban helyezkedik el, amely a pátriárkai palotát is magában foglalja. Ezen kívül további rezidenciája van Szent Paisziosz kolostorában.
A legutóbbi oltári sorshúzásos választási liturgia 2012. november 4-én zajlott le. A 60 éves Tavadrosz püspököt, Beheira segédpüspökét, Pachomiosz metropolita segítőjét választották Alexandria 118. pápájának. Ezután ő maga választotta pápai nevét, amely Tavadrosz (Teodorosz vagy Teodor) lett. Hivatalosan 2012. november 18-án iktatták be.

## Története
A korai keresztény egyház több várost is különleges jelentőségűnek ismert el, mivel ezek vezető szerepet töltöttek be az egyetemes egyházban. Az alexandriai egyház ezen eredeti pátriárkátusok egyike, azonban az alexandriai pátriárka utódlása továbbra is vitatott a khalkédóni zsinatot követő szétválás óta.
A később kialakult pentarchia világi elismerést is biztosított ezeknek az egyházi vezetőknek. Azonban a szakadás miatt ennek az egyháznak a vezetése nem része ennek a rendszernek..
A kopt ortodox egyház hívei úgy tekintenek vezetőikre, mint Márk evangélista közvetlen utódaira, mivel Márkot tartják Alexandria első püspökének és az egyház alapítójának az 1. században.

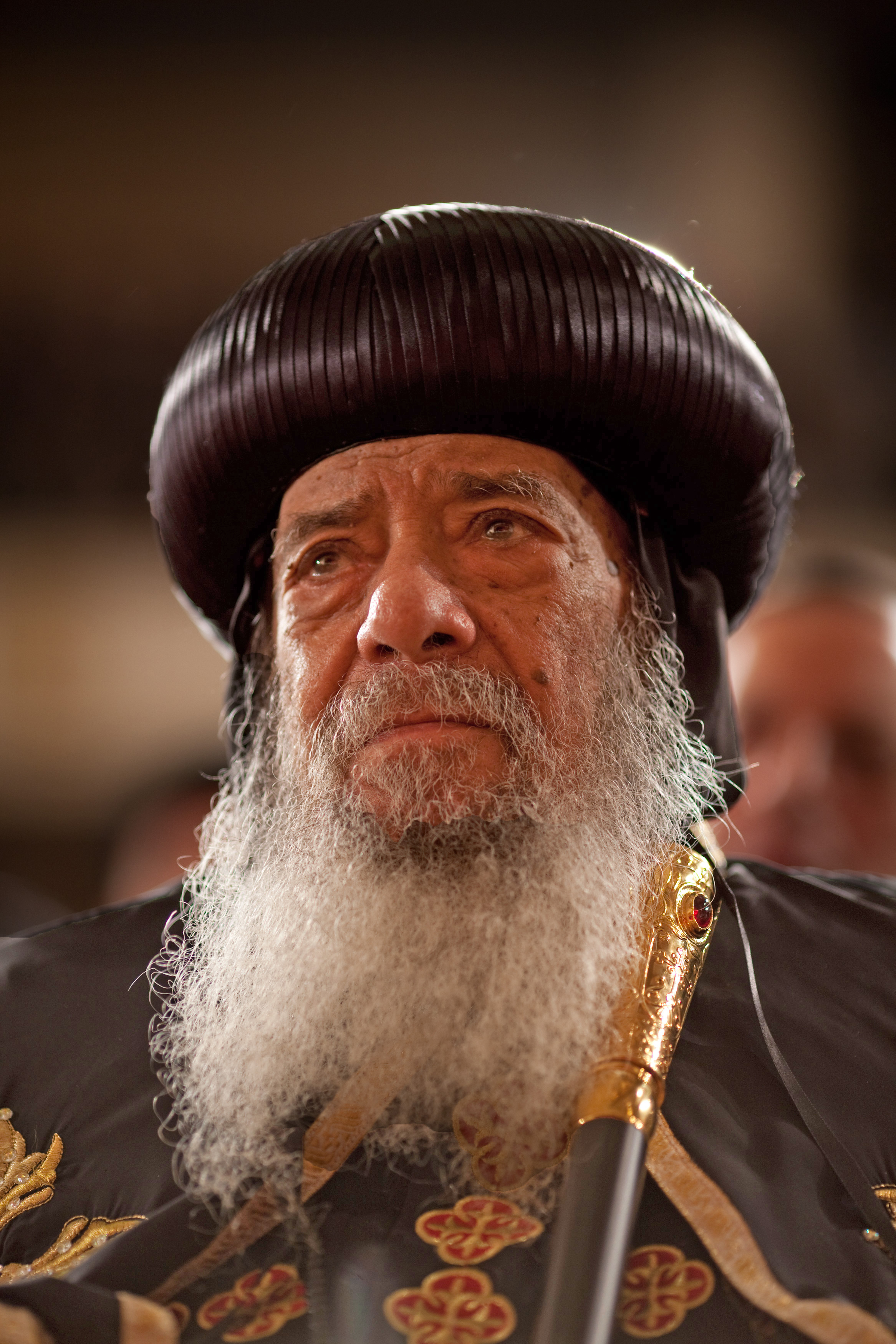
III. Senuda, a 117. pápa

A kopt ortodox egyház pápáját 1957 óta a következő eljárással választják meg:
"Az első lépés – amelynek a kopt pápa halálát követő hét napon belül meg kell történnie – a helytartó kinevezése. Őt a Szent Szinódus (a kopt püspökök gyűlése) választja ki, hogy vezesse az Egyházat, amíg meg nem találják a pápa utódját. Általában a püspökök egyik legidősebb tagját nevezik ki erre a feladatra. Az ő vezetésével egy hónapon belül egy tizennégy tagból álló bizottság – amely a Szinódus tagjaiból áll – az érkezett jelentések alapján elkészít egy kezdeti listát öt vagy hat jelöltről a választáshoz. A jelölteknek meg kell felelniük bizonyos kritériumoknak: a leendő kopt pápának legalább 40 évesnek kell lennie, legalább tizenöt évet kellett szerzetesként élnie, és soha nem lehetett házas.
Miután a lista elkészült, azt Egyiptom három legnagyobb arab nyelvű újságjában közzéteszik, hogy a kopt egyház minden hívője értesüljön a jelöltekről. Emiatt a következő lépés csak három hónap elteltével történik meg. Ekkor egy nagygyűlést hívnak össze, amelyen a kopt egyház 74 püspöke, valamint minden egyházmegyéből tizenkét képviselő vesz részt, akiket az idősek és egyházi szervezetek vezetői közül választanak ki. Ez egy nagy testület, amely ezer főből áll, és ők szavaznak a jelöltekre. Az a három jelölt, aki a legtöbb támogatást kapja, szerepel majd a „szent sorshúzással történő választás” szertartásán. Ezt a ceremóniát egy nyilvános rituálé keretében tartják meg, amelyre az egész hívő közösséget meghívják."

## Fordítás
Ez a szócikk részben vagy egészben  a   Pope of the Coptic Orthodox Church című angol Wikipédia-szócikk ezen változatának fordításán alapul.  Az eredeti cikk szerkesztőit annak laptörténete sorolja fel. Ez a jelzés csupán a megfogalmazás eredetét és a szerzői jogokat jelzi, nem szolgál a cikkben szereplő információk forrásmegjelöléseként.